# Bruchsal
Bruchsal (původně také Bruohselle, Bruaselle) je německé velké okresní město v západním výběžku Kraichgau, přibližně 20 km severovýchodně od Karlsruhe ve spolkové zemi Bádensko-Württembersko. Leží na pamětní cestě Berthy Benzové.
Bruchsal je největším městem v okrese Karlsruhe a představuje v něm jedno z ekonomických center. Pěstuje se zde kvalitní chřest. Oblast Bruchsal zahrnuje také města Bad Schönborn, Forst, Hambrücken, Karlsdorf-Neuthard, Kraichtal, Kronau, Oberhausen-Rheinhausen, Östringen, Philippsburg, Ubstadt-Weiher und Waghäusel.
Od roku 1972 je sídlem správy okresu Bruchsal.

## Pamětihodnosti
- Barokní Bruchsalský zámek, bývalá rezidence knížecích biskupů ze Špýru, byl postaven od roku 1720 podle plánů  Anselma Franze Freiherra von Ritter zu Groenesteyn. Jedná se v podstatě o tříkřídlý systém, který vychází z plánů Maxmiliána von Welsche, hlavního stavebního ředitele mohučského kurfiřtství. Po několika změnách plánu bylo centrální schodiště postaveno Balthasarem Neumannem, který měl na starosti stavbu od roku 1731. Je zde pobočka Bádenského zemského muzea – je zde sbírka dějin umění a Německé muzeum hudebních automatů.
- Hlavní městský kostel byl původně postaven v roce 1724 v jižním křídle barokního palácového komplexu. Areál, který v březnu 1945 vyhořel v důsledku bombardování, byl v 60. letech 20. století přestavěn a kostel dostal moderní vybavení.

### Památníky
- Synagogu, zničenou příslušníky oddílů SA, připomíná od roku 1966 pamětní deska na Friedrichstrasse 78.

- Památník na okraji lesa na Eichelbergu v Obergrombachu uchovává vzpomínku na židovský hřbitov, který byl znesvěcen za nacistické éry.
- Od roku 1984 připomíná pamětní deska v atriu schörnbornského gymnázia bývalého studenta tohoto gymnázia – Ludwiga Maruma, který byl v roce 1934 zavražděn v koncentračním táboře Kislau.
- Další pamětní deska připomínající Ludwiga Maruma byla odhalena v roce 2014 na budově finančního úřadu, bývalém sídle schörnbornského gymnázia.
- Pamětní deska v St. Paulusheim na Huttenstraße poskytuje informace o římskokatolickém pallotínském knězi Franzi Reinischovi, který byl popraven v roce 1942 za to, že odmítl složit přísahu věrnosti Hitlerovi a odmítl nastoupit vojenskou službu.[15]

## Osobnosti města
- Anke Huberová (* 1974), bývalá tenistka
- Christian Kritzer (* 1977), německý fotbalista

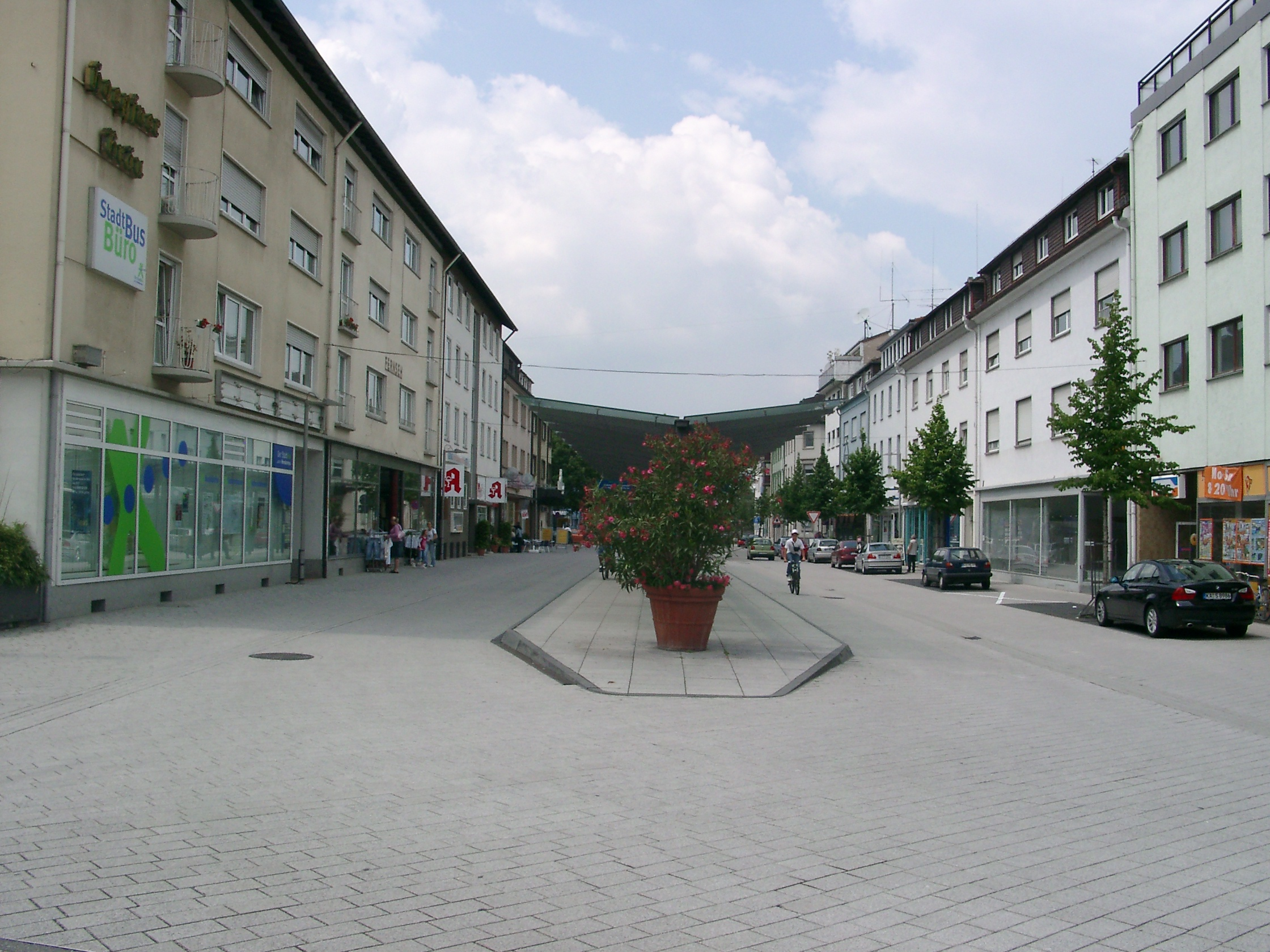
Bruchsal

## Partnerská města
- Cwmbran, Wales, Velká Británie, 1979
- Gornja Radgona, Slovinsko, 2006
- Sainte-Marie-aux-Mines, Francie, 1989
- Sainte-Menehould, Francie, 1965
- Volterra, Itálie, 2008